# Klegen (Comal)
Klegen is een bestuurslaag in het regentschap Pemalang van de provincie Midden-Java, Indonesië. Klegen telt 2875 inwoners (volkstelling 2010).